# Пекарская улица
Пека́рская у́лица — одна из улиц Львова (Украина). Находится в Лычаковском районе. Начинается от улицы Ивана Франко и завершается пересечением с улицей Мечникова. Проходит параллельно улицам Лычаковской и Левицкого. Застройка улицы разнообразная: венский классицизм, модерн, конструктивизм, сталинский ампир, новостройки.

## Названия
- С 1544 года — Тембжицкая или Темричевская улица.
- С 1690 года — Пекарская улица.

## Рельеф
Длина нынешней Пекарской улицы составляет около 1,5 км. Улица ориентирована с запада на восток, обсажена деревьями, устроена мостовая. В верхней части к улице с юга прилегают зелёные насаждения территории Академии ветеринарной медицины, Медицинского университета и инфекционной больницы. Над ними высится холм (321 м над уровнем моря), называвшийся Новокампиановской горой (с ХІХ столетия — Шумановкой), на котором сохранились следы валов XVІІ столетия, построенных городским бургомистром Кампианом.

## История
Улица образовалась на месте дороги, которая была проложена вдоль линии городских бастионных фортификаций, сооружавшихся в 1690-х гг. по инициативе коронного гетмана Станислава Яблоновского под руководством коменданта Львова Яна Беренса. По расчётам львовского историка Мирона Капраля на основании налогового реестра 1618 г. на этой улице было 44 дома; около 60 % жителей были поляками, около 40 % — русинами; в конце нынешней ул. Пекарской было поселение Воля Кампиановская в 53 дома (85 % жителей — поляки, 10 % — немцы и 5 % — русины). В конце XVIII века улица была частично застроена небольшими домиками с усадьбами, к середине XIX века усадебная застройка охватила почти всю улицу, в 1890-х сплошная застройка улицы многоэтажными домами дошла к нынешней ул. Патриарха Димитрия (Яремы). В дальнейшем улица застраивалась в основном корпусами учебных заведений и медицинских учреждений, которые уже не создали сплошной линии застройки.

## Примечательные здания
- № 1-а с советского периода — строительный техникум.
- № 7 выстроенный в 1980-х Дом фото, который ныне занимает банк «Надра».
- № 11 с советского времени Львовская областная книжная типография.
- № 17 до войны типография Тумена и редакция газеты «Ежедневная». На его фасаде здания установлена мемориальная табличка в память о том, что на улице 16 апреля 1936 года во время похорон Владислава Козака[укр.] польские власти расстреляли демонстрацию трудящихся Львова.
- № 18 при Польше редакция газеты «Огниско», а после войны — штемпельно-гравёрний завод, ныне — жилой дом.
- № 19. Дворец Семенских, в послевоенные годы средняя школа № 36, позже здесь разместили школу-интернат № 102 для детей с умственными недостатками.
- № 23 Здание «Индекс-банка», выстроенное в 1990-е.
- № 28 в 1950-х народный суд Сталинского района, в 1980-х — фабрика пластмассовых изделий облуправления местной промышленности.
- № 41 Офис «Укртелекома», выстроенный в 1980-е.
- № 49 Бывший Австрийский отель.
- № 50 Львовский национальный университет ветеринарной медицины и биотехнологий имени С.З. Гижицкого (бывший Зооветеринарный институт). Главный корпус выполнен в стиле сталинского ампира (1961 год). В конце 1970-х здесь достроили новые учебные корпуса.
- № 50а. Дворец Туркуллов-Комелло
- № 52 корпуса медицинского университета и городской морг.
- № 54 Инфекционная клиническая больница.
- № 56 при Польше Государственное учреждение гигиены, в 1950- х — общежитие Торгово-экономического института, ныне здание принадлежит Инфекционной клинической больнице.
- № 59 с советского времени Окружной военный шпиталь. Тот же адрес у храма Христа Спасителя. До 1939 года здесь был римско-католический костёл и монастырь монахов-воскресинов. Осуществляются богослужения УЦ ХВЕ.
- № 61 при Польше часть комплекса зданий монахов-воскресинов, с советских времён Областное бюро судмедэкспертизы.
- № 65 — Львовский областной центр службы крови.
- № 69-а Областная стоматологическая поликлиника, здание 1977 года. Тот же адрес имеет Региональная поликлиника, построенная в 2005 году.
- № 69-б, Львовский областной диагностический центр, построенный в 1980-е.
- № 69 главные корпуса Львовского национального медицинского университета имени Данила Галицкого. Напротив главного корпуса ЛНМУ — памятник врачам, погибшим в годы Великой Отечественной войны, сооружённый в конце 1980-х.
- № 95 с советских времён находится дирекция Историко-культурного музея «Лычаковское кладбище».